# محمود الأرناؤوط
محمود الأرناؤوط ممثل تونسي ولد فيتونس سنة 1945، وتوفٌي بها يوم 25 ديسمبر 2012.
ولد وترعرع في حيٌ باب سويقة بالعاصمة. كانت بداياته المسرحيٌة من خلال مشاركته في أعمال الفرق المسرحيٌة المدرسيٌة والجامعيٌة. التحق بمجموعة التياترو لتوفيق الجبالي، تقمص عدٌة أدوار في مسرحيٌات أهمٌها «حاضر بالنيابة»، «الغول»، «لوحة الأعاجيب» وكذلك «كلام الليل» و «فهمتلا» لتوفيق الجبالي.
كما مثل في عدٌة أفلام كآخر فيلم للنوري بوزيد وفي أعمال تلفزيٌة مثل «دار الخلاعة» و «نجوم الليل».
كان مديرا لقاعة السينما «المونديال» بتونس، وعضو في هيأة تنظيم أيام قرطاج السينمائية عدٌة مرٌات.
إلى جانب نشاطه التمثيلي، كان قد اشتغل كمعلم ثم بالقطاع البنكي.

## فيلموغرافيا
- 2006 : أخر فيلم للنوري بوزيد
- 2009 : الذهب الأسود لجون جاك آنو
- 2011 : الطياب لأنور الأحور

## روابط خارجية
- محمود الأرناؤوط على موقع IMDb (الإنجليزية)
- محمود الأرناؤوط على موقع قاعدة بيانات الأفلام العربية